# Claudio Arriagada
Claudio Eugenio Arriagada Macaya (Santiago, 22 de octubre de 1955) es un político chileno. Se ha desempeñado como alcalde de La Granja durante cinco periodos consecutivos, desde 1992 hasta 2012. También fue presidente de la Asociación Chilena de Municipalidades (AChM) en los periodos 2005-2007 y 2009-2011. Posteriormente, ejerció como diputado de la República en representación del antiguo distrito n° 25, de la Región Metropolitana de Santiago desde 2014 hasta 2018.

## Familia y estudios
Nació el 22 de octubre de 1955, en Santiago, hijo de Luis Armando Arriagada e Irma Macaya Cárdenas.
Cursó sus estudios primarios en el Liceo San Francisco ubicado en la comuna de La Granja. Completó la educación básica y media en el Liceo Polivalente Ministro Abdón Cifuentes de La Cisterna, graduándose en 2003. Posteriormente, se desempeñó en el rubro del comercio.
Desde el 9 de marzo de 2011, se ha desempeñado como miembro del comité editorial de Cambio 21.

## Trayectoria política

### Inicios y alcalde de La Granja
Militante del Partido Demócrata Cristiano (PDC). En sus inicios en política, comenzó realizando trabajo social en las poblaciones de la zona Sur de Santiago, entre ellas la población San Gregorio.
En las elecciones municipales de 1992 fue elegido como alcalde de la Municipalidad de La Granja, en representación del PDC. Fue reegido como edil de dicha comuna santiaguina durante cuatro periodos consecutivos: 1996-2000, 2000-2004, 2004-2008 y 2008-2012. En la Asociación Chilena de Municipalidades fue jefe de los alcaldes del PDC y presidente de la asociación en los periodos 2005-2007 y 2009-2011.

### Diputado
En las elecciones parlamentarias de 2013 fue elegido como diputado por el entonces distrito n° 25 (región Metropolitana de Santiago), que comprendía las comunas de La Granja, Macul y San Joaquín. En su periodo parlamentario integró las comisiones permanentes de Cultura, Artes y Comunicaciones; Derechos Humanos y Pueblos Originarios; Gobierno Interior, Nacionalidad, Ciudadanía y Regionalización; y Desarrollo Social, Superación de la Pobreza y Planificación. El 17 de marzo de 2015 fue electo como presidente de la Comisión de Gobierno Interior, Nacionalidad, Ciudadanía y Regionalización.
Para las elecciones parlamentarias de noviembre de 2017, postuló a la reelección como diputado en representación del nuevo distrito n° 10 de la Región Metropolitana de Santiago, dentro del pacto Convergencia Democrática, por el periodo legislativo 2018-2022; no resultando electo.

### Actividades posteriores
El 23 de enero de 2021, fue inscrito en el Servicio Electoral de Chile (Servel) como candidato a alcalde para las elecciones municipales de ese año nuevamente por la comuna de La Granja como independiente apoyado por el pacto «Chile Digno Verde y Soberano», sin resultar electo.

## Historial electoral

### Elecciones municipales de 1992
- Elecciones municipales de 1992, para la alcaldía de La Granja[6]

### Elecciones municipales de 1996
- Elecciones municipales de 1996, para la alcaldía de La Granja[7]

### Elecciones municipales de 2000
- Elecciones municipales de 2000, para la alcaldía de La Granja[8]

### Elecciones municipales de 2004
- Elecciones municipales de 2004, para la alcaldía de La Granja[9]

### Elecciones municipales de 2008
- Elecciones municipales de 2008, para la alcaldía de La Granja[10]

### Elecciones parlamentarias de 2013
- Elecciones parlamentarias de 2013, candidato a diputado por el distrito 25 (La Granja, Macul y San Joaquín), Región Metropolitana[11]

### Elecciones parlamentarias de 2017
- Elecciones parlamentarias de 2017, candidato a diputado por el distrito 10 (La Granja, Macul, Ñuñoa, Providencia, San Joaquín y Santiago)[12]

### Elecciones municipales de 2021
- Elecciones municipales de 2021 para la alcaldía de La Granja[13]

### Elecciones parlamentarias de 2021
- Elecciones parlamentarias de 2021, candidato a diputado por el distrito 10 (La Granja, Macul, Ñuñoa, Providencia, San Joaquín y Santiago)[14]